# Municipi de Haderslev
El municipi de Haderslev és un municipi danès que va ser creat l'1 de gener del 2007 com a part de la Reforma Municipal Danesa, integrant els antics municipis de Gram, Vojens i Haderslev, a més de les parròquies de Bjerning, Fjelstrup i Hjerndrup de l'antic municipi de Christiansfeld i la parròquia de Bevtoft de l'antic municipi de Nørre-Rangstrup. El municipi és situat al sud de la península de Jutlàndia, a la Regió de Syddanmark, abastant una superfície de 702 km². Forma part de la Regió metropolitana de l'est de Jutlàndia.
El llac Haderslev Dam és a l'oest de la ciutat de Haderslev, el fiord de Haderslev, de 15 km de llargària, la comunica amb l'estret del Petit Belt. Davant de la boca del fiord hi ha la petita illa d'Årø.
La ciutat més important i seu administrativa del municipi és Haderslev (21.435 habitants el 2009). Altres poblacions del municipi són:
- Arnum
- Årøsund
- Bevtoft
- Fjelstrup
- Fole
- Gram
- Hammelev
- Hejsager
- Hoptrup
- Jegerup
- Kelstrup
- Marstrup
- Maugstrup
- Mølby
- Nustrup
- Øsby
- Over Jerstal
- Sommersted
- Sønder Vilstrup
- Starup
- Styding
- Vedsted
- Vojens

## Consell municipal
Resultats de les eleccions del 18 de novembre del 2009:
| Partit                       | vots  | % vots |
| ---------------------------- | ----- | ------ |
| Socialdemokratiet            | 11955 | 40,2   |
| Det Radikale Venstre         | 473   | 1,6    |
| Det Konservative Folkeparti  | 1398  | 4,7    |
| Socialistisk Folkeparti      | 2435  | 8,2    |
| Havkatten                    | 443   | 1,5    |
| Kristendemokraterne          | 437   | 1,5    |
| Dansk Folkeparti             | 2301  | 7,7    |
| Slesvigsk Parti              | 623   | 2,1    |
| Venstre                      | 9457  | 31,8   |
| Enhedslisten - De Rød-Grønne | 245   | 0,8    |

### Alcaldes
| Alcalde          | Període               | Partit            |
| ---------------- | --------------------- | ----------------- |
| Hans Peter Geil  | 1-1-2007 a 31-12-2009 | Venstre           |
| Jens Chr Gjesing | 1-1-2010 a 31-12-2013 | Socialdemokratiet |